# Asellia patrizii
Asellia patrizii (de Beaux, 1931) è un pipistrello della famiglia degli Ipposideridi diffuso in Africa orientale e Penisola arabica.

## Descrizione

### Dimensioni
Pipistrello di piccole dimensioni, con la lunghezza totale tra 55 e 66 mm, la lunghezza dell'avambraccio tra 38 e 43 mm, la lunghezza della coda tra 13 e 20 mm, la lunghezza del piede di 6 mm, la lunghezza delle orecchie tra 12 e 16 mm, un'apertura alare fino a 24,7 cm e un peso fino a 4,4 g.

### Aspetto
La pelliccia è densa, soffice e lanuginosa. Le parti dorsali sono grigio-brunastre chiare con la base dei peli bianca mentre le parti ventrali sono interamente bianche. Le orecchie sono ben separate, prive di peli, larghe, con i margini convessi e una leggera concavità all'estremità esterna. La foglia nasale è composta da una porzione posteriore tricuspidata, con la proiezione centrale appuntita e le due laterali smussate, una serie di 6 piccole celle disposte a semi-cerchio sotto le stesse punte e da una porzione anteriore larga, con due fogliette su ogni lato e senza incavi longitudinali. Le membrane sono marroni scure, le ali sono attaccate posteriormente lungo le anche. La coda si estende di circa 3–5 mm oltre l'uropatagio, il quale è ridotto, privo di peli e di forma rettangolare.

## Biologia

### Comportamento
Si rifugia in piccoli gruppi all'interno di grotte, anche laviche ed edifici talvolta insieme a Asellia tridens. Sono state osservate colonie di entrambi i sessi nei mesi di settembre e dicembre.

### Alimentazione
Si nutre di insetti catturati in prossimità del suolo.

## Distribuzione e habitat
Questa specie è diffusa in Etiopia centrale, Eritrea, le isole Entedebir, Nocra, Farasan e Segid lungo le coste meridionali del Mar Rosso.
Vive in praterie secche, in terreni rocciosi, boscaglie spinose fino a 1.000 metri di altitudine.

## Conservazione
La IUCN Red List, considerato il vasto areale, la tolleranza alle modifiche ambientali e la popolazione presumibilmente numerosa, classifica A.patrizii come specie a rischio minimo (Least Concern)).